# جون أدريان ياكوبسن
جون أدريان ياكوبسن (بالألمانية: Johan Adrian Jacobsen)‏ (و. 1853 – 1947 م) هو مستكشف، وعالم إنسان من ألمانيا، والنرويج، ولد في ترومسو، توفي عن عمر يناهز 94 عاماً.